# 1737
| 1737               |
| ------------------ |
| Dødsfald - Fødsler |
| • Begivenheder     |

| Gregoriansk kalender | 1737 MDCCXXXVII         |
| Ab urbe condita      | 2490                    |
| Armensk kalender     | 1186 ԹՎ ՌՃՁԶ            |
| Kinesiske kalender   | 4433 – 4434 丙辰 – 丁巳 |
| Etiopisk kalender    | 1729 – 1730             |
| Jødisk kalender      | 5497 – 5498             |
| Hindukalendere       |                         |
| - Vikram Samvat      | 1792 – 1793             |
| - Shaka Samvat       | 1659 – 1660             |
| - Kali Yuga          | 4838 – 4839             |
| Iransk kalender      | 1115 – 1116             |
| Islamisk kalender    | 1150 – 1151             |

Konge i Danmark: Christian 6. 1730-1746
Se også 1737 (tal)

## Begivenheder
- 11. oktober Cirka 300.000 mennesker omkommer i det værste kendte jordskælv i Indiens historie. Jordskælvet ramte området omkring Kolkata (tidligere Calcutta). Fire dage senere omkom andre 300.000 i en cyklon i Kolkata.

## Født
- 29. januar – Thomas Paine, engelsk-amerikansk kritisk skribent (død 1809).
- 5. august – Johann Friedrich Struensee, tysk læge og politiker, (død 1772).
- 24. juli - Alexander Dalrymple, skotsk geograf (død 1808).

## Dødsfald
- 9. juli – Gian Gastone de' Medici, storhertug af Toscana fra 1723 til sin død (født 1671).
- 18. december – Den berømte violinbygger Antonio Stradivarius dør, 93 år gammel.